# Rossatz-Arnsdorf
Rossatz-Arnsdorf – gmina targowa w Austrii, w kraju związkowym Dolna Austria, w powiecie Krems-Land. Według Austriackiego Urzędu Statystycznego liczyła 1 043 mieszkańców (1 stycznia 2014).

## Współpraca
Miejscowości partnerskie:
- Arnstorf, Niemcy
- Metten, Niemcy